# Felice Garelli (politico)
Felice Garelli (Mondovì, 24 ottobre 1831 – Sanremo, 17 gennaio 1903) è stato un politico italiano.
Fu senatore del Regno d'Italia nella XVIII legislatura.